# Solar Riachuelo
El Solar Riachuelo es un edificio histórico ubicado en el centro histórico de la ciudad de Porto Alegre, Brasil.  Situado en la rúa Riachuelo, el solar fue declarado como patrimonio histórico el 8 de junio de 2001.

## Historia
El inmueble fue construido alrededor de 1906 a instancias de portugués António Francisco Soares, para ser su residencia. Actualmente funciona como centro de eventos.
El sobrado es un ejemplo de cómo vivían las familias adineradas a principios del siglo XX, y es uno de los edificios más antiguos que quedan en la red viaria inicial de la ciudad.
Su arquitectura se asemeja a la que surgió en el país a mediados del siglo XIX, la arquitectura ecléctica, con planta en forma de L, fachada sobre la calzada y un sótano alto. El jardín se insertó lateralmente para proporcionar ventilación e iluminación a los ambientes internos, idea hasta entonces desconocida en la tradición constructiva brasileña. El sótano se elevó para proteger la intimidad de los residentes y servir de alojamiento a los criados y zona de servicio. Otros elementos eclécticos de la casa solariega son el acabado, la decoración de la fachada, la simetría, los dinteles rectos y el balcón de hierro.
En 1956, el interior de la casa fue remodelado para adaptarlo a las funciones de la Sociedad Siria de Río Grande del Sur. Durante mucho tiempo sirvió como sede de Seicho-no-ie, que estuvo allí hasta finales de la década de 1980. Actualmente es una mezcla de espacio cultural, con exposiciones, espectáculos, conciertos, salas de conferencias y una cervecería.